# David Lyon
David Lyon (* 7. prosince 1948 Edinburgh) je sociolog skotského původu, držitel ocenění FRSC a člen FAcSS. Je bývalým ředitelem Surveillance Studies Centre a Queen's Research Chair v Surveillance Studies na Královnině univerzitě v Kingstonu v Ontariu. Je emeritním profesorem sociologie a práv na stejné universitě. Zastával pozici hlavního řešitele v mezinárodním multidisciplinárním projektu Big Data Surveillance, který běžel v letech 2015-2021.
Jeho rozsáhlé dílo je důležitým příspěvkem do moderního a postmoderního výzkumu sociologie náboženství. Působí jako opoziční hlas ke klasické modernistické představě sekularizace společnosti. Velkou měrou přispěl k nasměrování současného sociologického výzkumu. Sociologie se stává multidisciplinárním oborem, který reaguje na prodělané změny paradigmatu v postmoderní společnosti a pojetí individua.

## Život
Vzdělání získal na Bradfordské univerzitě v Yorshiru na katedře sociálních studií a historie. Absolvoval s tituly bakaláře věd a doktora filozofie. V době jeho studií začala jeho fascinace transformacemi moderního světa. Rozhodl se tak začít zkoumat hnací síly a sociální důsledky, které za nimi stály. Dále se věnoval výzkumu a přednášení v oblastech informační společnosti, globalizace, sekularizace a postmodernity. Je autorem, spoluautorem, editorem nebo koeditorem 32 knih. Jeho knihy byly přeloženy do 19 jazyků.
Stál u zrodu časopisu Surveillance & Society. V současnosti působí jako zástupce šéfredaktora časopisu The information society a také je členem redakční rady několika dalších vědeckých časopisů. Od roku 2000 vede řadu týmových projektů a u dalších působí v mezinárodní radě. Jde zejména o projekty, které se zabývají surveillance studies.
Hostoval na celé řadě univerzit jako Auckland, Bir Zeit, Edinburgh, Leeds, Melbourne, Sydney, Rio de Janeiro, Tokyo, v Centru pro sociální a ekonomické změny v Bangalore a na École des Hautes Études v Sciences Sociales v Paris. Díky jeho podpoře navíc vznikly iniciativy a skupiny věnující se surveillance studies v různých částech světa, jako Palestina, Izrael, Střední východ, Japonsko nebo Latinská Amerika.
Mezi jeho oblast zájmů patří také sociologicko-religionistické otázky, ve kterých se zaměřil především na proces sekularizace v moderním světě. Toto téma rozpracoval už ve své disertaci, která se zaměřil na proměnu víry ve společnosti viktoriánské Anglie. Ve své rané práci se zaměřoval na vzájemné vztahy křesťanského sociálního myšlení a sociálních věd. V této době napsal knihy: Marx: A Christian Appreciation of his Life and Thought (1979), Sociology and the Human Image (1983). Na téma sekularizace pak vydal knihu The Steeple’s Shadow: On the Myths and Realities of Secularization (1986) a lokální studii z anglikánské farnosti kostela sv. Jakuba v Kingston, kterou publikoval v knize Living Stones (1995).
Od 80. let 20. století se začal věnovat zkoumání vlivu moderních technologií na společenské změny. Základní téma zpracoval v knihách The Information Society: Issues and Illusions (1988), See The Electronic Eye: The Rise of Surveillance Society (1994), Surveillance Society: Monitoring Everyday Life (2001), Surveillance after September 11 (2003), Surveillance Studies: An Overview (2007). Klíčová se pro něj stala práce na Surveillance Studies, které Lyon definuje jako "multidisciplinární obor, jehož cílem je porozumět narůstajícímu trendu, kdy jsou osobní data sbírána, uchovávána, přenášena, kontrolována a používána jako prostředek k ovlivňování a řízení obyvatelstva států, či lidí obecně. Pojem dozor či dohled zahrnuje fyzické pozorování konkrétní osobou, v současné době je ale spíše automatizován. Takto je možné, aby byla osobní data viditelná pro různé organizace, a to i tehdy, když pozorované osoby jsou v pohybu a zároveň je možné získaná data porovnávat a klasifikovat.“. Lyon definoval Survelliance jako "operace a zkušenosti se shromažďováním a analýzou osobních údajů za účelem ovlivňování, nárokování a řízení".

## Stěžejní témata sociologických výzkumů

### Sekularizace a náboženství
Do češtiny byla přeložena jeho kniha Jesus in Disneyland (2000), která vyšla pod názvem Ježíš v Disneylandu: náboženství v postmoderní době (2002). Lyon se rozhodl se ze sociologického hlediska zaměřit na nové podoby evangelizace a tak zpochybnit zavedenou představu narůstajícího trendu sekularizace. V knize zkoumá jakým způsobem křesťanství reaguje na nabídky tržní a konzumní ekonomiky a jak je implementuje do svého fungování ve světě. Poukazuje na, zejména v evangelikálním prostředí, stále častější vystupování církve z prostorů modliteben a vstupování do netradičních konzumních prostor. Jako příklady, jak církve oslovují moderního člověka v "jeho" světě, uvádí praxi evangelizačních týdnů na Jarní sklizni v Butlinových prázdninových táborech, křesťanské programy pořádané v Logoslandu ve Velké Británii, zábavní parky s křesťanskou tematikou v Ontariu. Název knihy odkazuje na další příklad dobové podoby evangelizace, ke kterému došlo v prostorách Disneylandu v Anaheimu v Kalifornii. Vypíchnutí tohoto konkrétního příkladu praxe, jak církev mění tradiční podoby evangelizace není náhodné, ale odkazuje na Lyonovo přesvědčení, že Disneyland představuje sociální a kulturní symbol moderní doby a je obrazem její demokratizace, včetně náboženství. Akci Ježíš v v Disneylandu Lyon používá jako příklad, jak porozumět vztahům mezi společností a náboženstvím na začátku 21. století. Náboženství vidí jako disneyfikované a disneyzované zároveň. Disneyfikaci je podle časopisu Spy procesem asimilace vyvolané přejímání rysů a znaků, které se váží spíše k zabavnímu parku než ke skutečnému životu. Chris Rojek píše, že:" disneyfikace dělá ze sociálních rozporů cosi dočasného a neobvyklého, zdůrazňuje čin jednotlivce oproti kolektivnímu jednání a obecně funguje jako hlasatel amerického způsobu života." Disneyzace je podle Alana Brymana zase proces, ve kterém principy disneyových zábavních parků začínají ovládat stále vetší část americké společnosti, stejně tak jako ostatního světa. Dále rozlišuje čtyři prvky disneyzace, kterými jsou: 1. tematičnost - navozování specifické atmosféry, pocitů souvislosti a soudržnosti, budování jakési osy příběhu
2. nivelizace spotřeby - způsoby spotřeby dosud spojené s odlišnými institucionalizovanými oblastmi se vzájemně proplétají a je stále těžší je od sebe rozlišit
3. reklama
4. práce s city
Prvkem, který má náboženství totožný s Disneylandem je například silně vyvinutý smysl pro příběh. Náboženství je v postmoderním světě vnímáno jako kulturní zdroj a obsahuje symboly společenských skutečností spatřovaných v novém světle. Současný věřící je vlivem akcí jako je Ježíš v Disneylandu postaven před mnohé otázky ohledně jeho náboženské identity. Nutí jej to zamýšlet se nad tím, co ze současných aspektů kultury lze implementovat do jejich osobní víry a které je naopak třeba zavrhnout jako devalvující nebo devastující víru. Disneyland stejně jako postmoderna zpochybňuje realitu, která je zastoupena čtyřmi důležitými prvky, které jsou stěžejní i pro náboženství. Jde o prvky autority, identity, času a prostoru. Postmoderna staví do popředí otázky identity, zatímco za staré moderní představy o autoritě je kladen otazník. Dochází k tomu proto, že čas a prostor, které tvoří matečnou látku lidského sociálního života prochází restrukturalizací. Kniha se tak pokouší zjistit, co ovlivňuje náboženství v podmínkách postmoderní doby. Akce Ježíš v Disneylandu může sloužit jako příklad transformace náboženství na prahu třetího tisíciletí, kdy to vypadá, že tradiční náboženské představy s pevně danými body, transcendentní spásou a univerzální působností se ocitají u konce s dechem.

### Surveillance Studies
Surveillance Studies se postupně vyvinuly v samostatný vědní obor, kde klíčovým koncept je tzv. "sociální třídění". Jde o multidisciplinární obor, který spojuje jak empirické, tak čistě teoretické vědy. Cílem je dosáhnout vhodného spojení empirických analýz a interpretačních teorií. Klíčové obory jsou především: sociologie, politická věda, geografie, filosofie, historie, právní věda, sociální psychologie a antropologie. K těmto základním disciplínám je však přidruženo mnoho dalších – například bádání v oblasti spotřeby, médií, globalizace, sociálních hnutí, zaměstnanosti atd. narůstajícím vlivem moderních technologií na osobní život jednotlivce a jejich srůstání s tím, co chápeme jako soukromí, získávají Lyonovi výzkumy na stále větším významu. Lyon upozorňuje na paradox že se představa, toho co považujeme za soukromí, díky technologiím rozšířila. Moderní člověk své soukromí nehledá pouze v prostoru, který považuje za svůj domov. Prostor, který je pro něj soukromou zónou, je mnohem širší. Pokud používáme telefon, či počítač, provádíme bankovní transakce apod., je pro nás zásadně důležité, aby bylo naše soukromí zabezpečeno i tehdy, když opouštíme své domovy. A tak čím rozsáhlejší je oblast našeho života, kterou považujeme za své soukromí, tím více se cítíme být zranitelnější a máme větší potřebu se chránit. Zároveň jsou systémy dohledu zaváděny za účelem prosazování spravedlnosti v oblasti vlastnění majetku nebo účasti na politickém životě. Tuto dvojznačnost Giddes označuje jako "dialektiku kontroly" a je společná pro všechny mocenské uspořádání modernity. I přes to, že narůstá počet lidí, kteří se vůči dohledu, kontrole a klasifikaci podle osobních dat, staví kriticky, nevede to k rušení systémů dohledu, ale k pravému opaku. Oblast, nad kterou je tento dohled vykonáván se stále rozšiřuje, protože dochází k implementaci dalších složek lidského života. To vyvolává etické otázky týkající se občanských svobod a lidských práv. Zřetelnější jsou tyto otázky po kauze Snowden, kdy se ukazuje, že ústřední roli hrají praktiky velkých dat. V globálním vývoji je patrný nárust trendu, kdy je tělo využíváno jako zdroj dat. Lyon o tom hovoří v knize Surveillance After Snowden (2015) a článku Snowden, surveillance and big data: capacities, consequences and critique" Big Data & Society, 1(1), 2014.

### Kritika
Význam Lyonovi práce je nezpochybnitelný, přesto se vůči ní objevují í kritické hlasy. Ty mu vyčítají, že i když upozorňuje na paradoxy vývoje postmoderního světa a zejména na ty spojené s rostoucí mírou dohledu nad jednotlivými oblastmi lidského života, neopouští ve svých názorech "křesťanskou" pozici. Ta je viděna v jeho postulování přesvědčení, že "pečující" formy sledování jsou možné a žádoucí. James M. Harding se ptá, zda Lyonův postoj, který praktiky sledování označuje za potřebné reformy, nikoliv však vymýcení, není v konečném důsledku omlouváním jejich zkorumpovaných a zneužívajících podob. Hardingova kritika Lyona vyšla v jeho knize Performance, Transparency, and the Cultures of Surveillance(2018). Společná debata Lyona a Hardinga na téma praktik dohledu vyšla na stránkách časopisu Surveillance & Society.

## Knihy a další práce
- Lyon, David (June 1981). Karl Marx: A Christian Assessment of His Life and Thought. Intervarsity Press. ISBN 0-87784-879-3

- Lyon, David (19 November 1983). Sociology and the Human Image. Downers Grove, Illinois: Inter-Varsity Press. ISBN 0-87784-843-2
- Lyon, David (July 1986). The Silicon Society: How Will Information Technology Change Our Lives?. Grand Rapids, Mich.: W.B. Eerdmans Pub. Co. ISBN 0-8028-0238-9
- Lyon, David (February 1987). The Steeple's Shadow: On the Myths and Realities of Secularization. Grand Rapids, Mich.: Eerdmans. ISBN 0-8028-0261-3
- Lyon, D (1988). The Information Society: Issues and Illusions. Polity. ISBN 0-7456-0369-6
- Lyon, D (1994). The Electronic Eye: The Rise of Surveillance Society. University of Minnesota Press. ISBN 0-8166-2515-8
- Lyon, D (1996). Zureik, E (ed.). Computers, Surveillance and Privacy. University of Minnesota Press. ISBN 0-8166-2653-7
- Lyon, D (1999). Postmodernity (2nd ed.). University of Minnesota Press. ISBN 0-8166-3227-8
- Lyon, D (2000). Jesus in Disneyland: Religion in Postmodern Times. Polity. ISBN 0-7456-1489-2
- Lyon, D (2001). Surveillance Society: Monitoring Everyday Life. Open University Press. ISBN 0-335-20546-1
- Lyon, D. (15 December 2002). Surveillance as Social Sorting: Privacy, Risk and Digital Discrimination. Routledge. ISBN 0-415-27873-2
- Lyon, D (26 September 2003). Surveillance After September 11. Polity. ISBN 0-7456-3181-9
- Lyon, D (30 July 2007). Surveillance Studies: An Overview. Polity. ISBN 978-0-7456-3592-7
- Lyon, D (2008). Bennett, C (ed.). Playing the Identity Card: Surveillance, Security and Identification in Global Perspective. Routledge. ISBN 978-0-203-92713-7
- Lyon, D. (2009). Identifying Citizens: ID Cards as Surveillance. Polity. ISBN 978-0-7456-4156-0
- Lyon, D (2010). Elia Zureik; Yasmeen Abu-Laban (eds.). Surveillance and Control in Israel/Palestine: Population, Territory, Power. Routledge. ISBN 978-0-415-58861-4
- Lyon, D (2011). Aaron Doyle; Randy Lippert (eds.). Eyes Everywhere: The Global Growth of Camera Surveillance. Routledge. ISBN 978-0-415-69655-5
- Lyon, D (2012). Kirstie Ball; Kevin Haggerty (eds.). Routledge Handbook of Surveillance Studies. Routledge. ISBN 978-0-415-58883-6
- Lyon, D; Zygmunt Bauman (2013). Liquid Surveillance: A Conversation. Polity. ISBN 978-0-7456-6283-1
- Lyon, D.; Bennett, Colin; Haggerty, Kevin; Steeves, Valerie, eds. (4 December 2014). Transparent Lives: Surveillance in Canada. Athabasca University Press. ISBN 978-1-927356-77-7
- Lyon, David (17 August 2015). Surveillance after Snowden. Polity. ISBN 978-0-7456-9085-8
- Lyon, David (2018). The Culture of Surveillance: Watching as a Way of Life. Wiley. ISBN 978-0-7456-7173-4
- Lyon, David and David Murakami Wood (eds. 2021) Big Data Surveillance and Security Intelligence. University of British Columbia Press. ISBN 978-0-774-86418-3
- Lyon, David (2021). Pandemic Surveillance. Wiley. ISBN 978-1-5095-5030-2
- Lyon, David (2024). Surveillance: A Very Short Introduction. Oxford University Press. ISBN 978-0198796848